# マメゾウムシ
マメゾウムシ（豆象虫、英語：bean weevils, seed beetles）は、甲虫目ハムシ科マメゾウムシ亜科 Bruchinaeの昆虫の総称。
名前にゾウムシが入っているのにゾウムシ科でないのは、以前はゾウムシ科に近いものと考えられていたものが、近年になって見直されたためである。マメゾウムシ科としたこともある。
マメ科植物の種子を食べて育つため、このように命名されたといわれる害虫である（熱帯にはヤシ類の果実を食べる種類もいる）。
体長は5mm以下の種類が多く、全世界で約900種、日本では約30種が発見されている。

## 利害
貯蔵穀物の害虫である。
他方で、密閉容器内での多数飼育に向くため、個体群生態学においてモデル生物とされる。日本では内田俊郎はこれを用いて個体群成長や密度効果について分析を行ったことで知られる。

## 下位分類
| 属              | 属（和名）             | 種            | 種（和名）             |
| --------------- | ---------------------- | ------------- | ---------------------- |
| Acanthoscelides | ミツバマメゾウムシ属   | griseolus     | -                      |
| Acanthoscelides | ミツバマメゾウムシ属   | obtectus      | インゲンマメゾウムシ   |
| Acanthoscelides | ミツバマメゾウムシ属   | pallidipennis | イタチハギマメゾウムシ |
| Acanthoscelides | ミツバマメゾウムシ属   | pusillimus    | チビマメゾウムシ       |
| Borowiecius     | Borowiecius属          | ademptus      | チャバラマメゾウムシ   |
| Bruchidius      | タケイマメゾウムシ属   | comptus       | シロモンマメゾウムシ   |
| Bruchidius      | タケイマメゾウムシ属   | japonicus     | サムライマメゾウムシ   |
| Bruchidius      | タケイマメゾウムシ属   | lautus        | ヒゲナガマメゾウムシ   |
| Bruchidius      | タケイマメゾウムシ属   | lespedezae    | -                      |
| Bruchidius      | タケイマメゾウムシ属   | serricollis   | -                      |
| Bruchidius      | タケイマメゾウムシ属   | terrenus      | ネムノキマメゾウムシ   |
| Bruchidius      | タケイマメゾウムシ属   | urbanus       | シリアカマメゾウムシ   |
| Bruchus         | マメゾウムシ属         | loti          | ミヤコグサマメゾウムシ |
| Bruchus         | マメゾウムシ属         | pisorum       | エンドウマメゾウムシ   |
| Bruchus         | マメゾウムシ属         | rufimanus     | ソラマメゾウムシ       |
| Callosobruchus  | セコブマメゾウムシ属   | analis        | ワモンマメゾウムシ     |
| Callosobruchus  | セコブマメゾウムシ属   | chinensis     | アズキマメゾウムシ     |
| Callosobruchus  | セコブマメゾウムシ属   | maculatus     | ヨツモンマメゾウムシ   |
| Callosobruchus  | セコブマメゾウムシ属   | phaseoli      | タテモンマメゾウムシ   |
| Kytorhinus      | アシボソマメゾウムシ属 | senilis       | クシヒゲマメゾウムシ   |
| Megabruchidius  | Megabruchidius属       | dorsalis      | サイカチマメゾウムシ   |
| Megabruchidius  | Megabruchidius属       | sophorae      | エンジュマメゾウムシ   |
| Sennius         | Sennius属              | lebasi        | -                      |
| Spermophagus    | イクビマメゾウムシ属   | rufiventris   | イクビマメゾウムシ     |
| Sulcobruchus    | ミゾアシマメゾウムシ属 | sauteri       | ザウテルマメゾウムシ   |
| Zabrotes        | ブラジルマメゾウムシ属 | subfasciatus  | ブラジルマメゾウムシ   |